# Kancelář Blaník
Kancelář Blaník je politicko-satirický seriál internetové televize Stream.cz, kde se poprvé objevil v dubnu 2014. Hlavní roli lobbisty Tondy Blaníka hraje Marek Daniel, jeho asistenty jsou Michal Dalecký a Halka Třešňáková. Režiséry jsou Marek Najbrt a Bohdan Sláma, scénáře vytvářejí Robert Geisler, Benjamin Tuček, Marek Najbrt, Tomáš Hodan, Jan Bartes, Milan Kuchynka a také Marek Daniel.

## Forma a inspirace
Seriál ze zákulisí české politiky je volně inspirován britským seriálem Je to soda (v originále The Thick of It) a zároveň českými policejními odposlechy, které unikly do médií. Jednotlivé epizody vznikají na základě veřejných mediálních zpráv o aktuálních kauzách, které rezonují ve společnosti.
Hlavní postavou je lobbista Tonda Blaník, který pracuje na zakázku českých politiků, umí zařídit nemožné a jeho kancelář proto funguje jako „alternativní mocenské centrum české politiky“. Název seriálu a jméno hlavní postavy je odvozeno od pražské pasáže Blaník, v níž podle novodobého mýtu za éry primátora Pavla Béma působil jakýsi „stínový magistrát“ vedený podnikateli Romanem Janouškem a Karlem Stejskalem.
Děj je postaven na dialozích, zejména neustále telefonujícího Tondy Blaníka, a obsahuje množství narážek na aktuální českou společenskou realitu. Styl režie se přibližuje trendu mockumentary, díky využití zdánlivě amatérské kamery je vzbuzován dojem, že nejde o fikční seriál, ale spíše dokument.

## Tvorba a vysílání
Tvůrci si k vysílání zvolili prostředí internetu, neboť je podle nich svobodnější, než klasické televizní. Scenárista Robert Geisler v rozhovoru pro DVTV uvedl, že by s ohledem na zákon o provozování rozhlasového a televizního vysílání byla nutná přísnější cenzura vulgárních výroků, které v seriálu zaznívají, a také by nemohly jednotlivé epizody vznikat dostatečně pružně, aby reagovaly na aktuální dění.
Pilotní díl s názvem Sněhuláci, který byl publikován 11. listopadu 2013 na serveru YouTube a který není oficiální součástí série, parodoval zákulisí sociálně-demokratického pokusu o „puč“, hospitalizaci prezidenta Zemana a Rathův návrat z vězení.
V březnu 2014 byla zahájena jednání mezi internetovou televizí Stream.cz a Českou televizí o koprodukci seriálu. Jejich výsledkem však bylo odmítnutí ze strany ČT. První řadu politického sitcomu začala vysílat internetová televize Stream.cz 13. dubna 2014. Premiérové díly druhé série odstartovaly 4. října téhož roku. Již během první série si svérázná politická satira získala přízeň diváků a po odvysílání druhé se stala nejúspěšnějším pořadem internetové televize Stream.cz za rok 2014.[zdroj⁠?!] První epizoda z třetí, 15dílné série byla uveřejněna 27. března 2015.
Na obrazovku České televize se nakonec Kancelář Blaník dostala v reportáži pořadu 168 hodin 30. listopadu 2014. Kromě toho první řadu spolu s diskuzí s tvůrci uvedlo ve svém programu 31. března 2015 i brněnské kino Scala. Na karlovarském filmovém festivalu pak bylo téhož roku uvedeno sedm dílů seriálu, vybraných fanoušky, a při té příležitosti byl vytvořen i speciální díl „Selfíčko s Gerem“. Na počátku roku 2016 byly některé díly vysílány v sérii společenských večerů „Možná přijde i Tonda Blaník“, které v Ústí nad Labem, Žďáru nad Sázavou, Plzni, Karlových Varech a opět v brněnském kině Scala organizovala Nadace Open Society Fund Praha spolu s DVTV.
Scenáristé Tomáš Hodan a Robert Geisler v rozhovoru pro Radio Wave uvedli, že natáčení každého dílu probíhá jeden den. Tvůrci se každotýdenně schází a mezi sériemi mají dvouměsíční přestávku. Hlavním dramaturgem a režisérem seriálu byl v prvních dvou řadách Marek Najbrt. Od druhé řady ho v režijním křesle doplnil Bohdan Sláma a pro třetí řadu převzal úlohu hlavního režiséra, když se Najbrt věnoval natáčení seriálu Já, Mattoni pro Českou televizi.
V listopadu 2017 ukončil producent společnosti Negativ film spolupráci s internetovou televizí Stream.cz, čímž prakticky skončil i seriál Kancelář Blaník. Seriál však zůstal dále na Stream.cz a pokračovala i spolupráce mezi Negativ film a Televizí Seznam na připravovaném filmu Prezident Blaník. V únoru 2018 přišel do kin film Prezident Blaník, který přímo reaguje na prezidentské volby 2018. Film vznikl v reálném čase a objevují se v něm i kandidáti na prezidenta (Marek Hilšer, Jiří Drahoš, Michal Horáček, Mirek Topolánek). Dva měsíce po uvedení do kin byl zpřístupněn zdarma na platformě Stream.cz.
K výročí 100 let založení Československé republiky vytvořili tvůrci dvě speciální desetiminutové epizody. Ty pak rozeslali televizím a mediálním domům po obou republikách. „Dvojice epizod je naším dárkem republice k jejím stým Vánocům. A protože u dvoustého výročí státnosti už bohužel nebudeme, chtěli jsme to stávající oslavit v co nejširším kruhu Tondových přátel. Proto jsme epizody nabídli zdarma více televizím a mediálním domům,“ odůvodnil rozeslání epizod režisér Marek Najbrt.
Dne 24. ledna 2020 vyšel na YouTube první díl seriálu Republika Blaník. Seriál je pokračováním původní Kanceláře Blaník prostředím, postavami i produkčním týmem, za kterým stojí opět Marek Najbrt.

## Postavy a obsazení
| Marek Daniel     | Antonín „Tonda“ Blaník, lobbista a majitel Kanceláře Blaník |
| Michal Dalecký   | Luboš „Žížala“ Havránek, Blaníkův asistent                  |
| Halka Třešňáková | Lenka, Blaníkova sekretářka                                 |

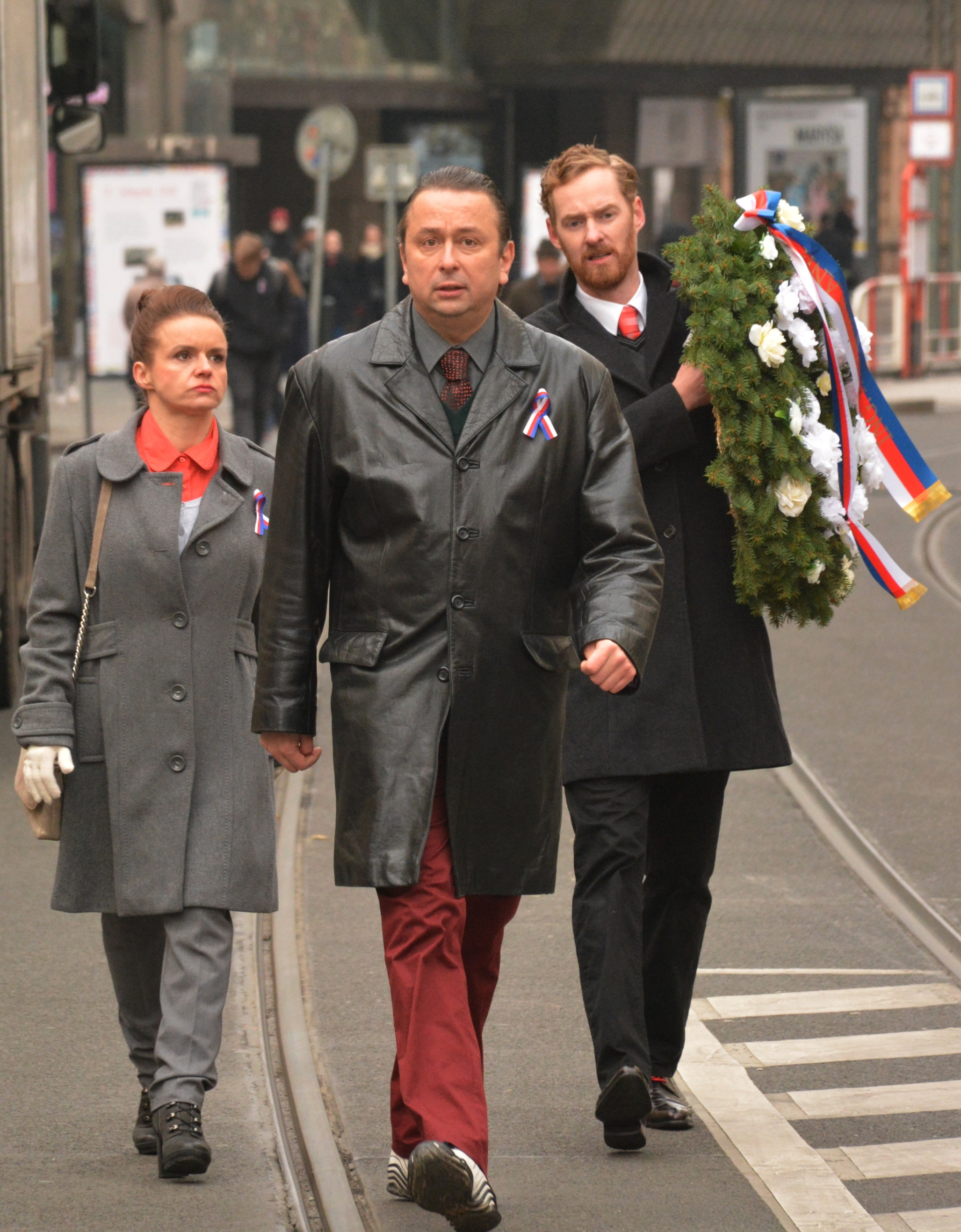
Hlavní postavy seriálu při natáčení Prezident Blaník.

Ve čtvrté řadě pro několik dílů přibyla postava bachaře, kterou ztvárnil Tomáš Jeřábek.
Osobnosti, které si v seriálu příležitostně zahrály:
- v první řadě: Sandra Nováková, Ladislav Hampl, Tomáš Matonoha, Ivana Chýlková, Jan Hřebejk,
- v druhé řadě: Vlastimil Třešňák, Iva Kubelková, Boris Hybner, Petr Čtvrtníček, Zdeněk Suchý, Helena Třeštíková, Olga Sommerová, David Černý, Matěj Ruppert, Martin C. Putna, Igor Chaun, Jan Potměšil, David Koller, Martin Přikryl,
- v třetí řadě: Petr Fiala, Martin Knor, Marie Ludvíková, Marek Wollner, Pavel Liška, Martin Veselovský, Jaroslav Pánek,
- ve čtvrté řadě: Martin C. Putna, Marie Ludvíková,
- v páté řadě: Karel Kovář,
- speciální díly: Marek Eben, Kryštof Mucha, Leoš Mareš, Jiří Bartoška, Jan Potměšil, Roman Vaněk.

## Seznam epizod
| Řada          | Díly          | Uvedeno na Stream.cz                 | Uvedeno na Stream.cz                 |
| Řada          | Díly          | První díl                            | Poslední díl                         |
| ------------- | ------------- | ------------------------------------ | ------------------------------------ |
| pilotní díl   | pilotní díl   | 11. listopadu 2013 (na YouTube)      | 11. listopadu 2013 (na YouTube)      |
| 1             | 14            | 13. dubna 2014                       | 12. července 2014                    |
| 2             | 13            | 3. října 2014                        | 26. prosince 2014                    |
| 3             | 15+2          | 27. března 2015                      | 26. září 2015                        |
| londýnský díl | londýnský díl | 18. listopadu 2015                   | 18. listopadu 2015                   |
| 4             | 14            | 31. prosince 2015                    | 1. dubna 2016                        |
| 5             | 14+1          | 30. prosince 2016                    | 10. května 2017                      |
| aprílový díl  | aprílový díl  | 1. dubna 2017                        | 1. dubna 2017                        |
| americké díly | americké díly | 9. července 2017 a 12. července 2017 | 9. července 2017 a 12. července 2017 |
| speciály 2018 | speciály 2018 | 19. prosince 2018 (na YouTube)       | 19. prosince 2018 (na YouTube)       |

## Tvůrci
- Marek Najbrt – režie, námět, scénář, dramaturgie (první a druhá řada)[4]
- Bohdan Sláma – režie (od druhé řady spolu s Markem Najbrtem)
- Jaroslav Fuit – režie (od třetí řady spolu s Bohdanem Slámou)
- Robert Geisler – námět, scénář
- Tomáš Hodan – námět, scénář
- Benjamin Tuček – námět, scénář
- Jan Bartes – námět, scénář
- Milan Kuchynka – námět, producent
- Kateřina Oujezdská – casting
- Maja Hamplová – casting
- Dagmar Sedláčková – casting
- Michaela Daniel Huffsteter – kostýmy
- Pavel Vácha – produkce
- Michal Hýka – střih
- Pavel Hrdlička, Petr Kozák, Evženie Brabcová – střih
- Jan Štindl – zvuk
- Midi lidi – hudba
- Jan Baset Střítežský – kamera
- Havel Parkán – kamera
- Nikolas Tušl – kamera
- Martin Štěpánek, Aleš Němec – kamera
- Pavel Borovička, Aleš Kolovrat, Caroline Damiánová – spolupráce
- Lukáš Záhoř – šéfproducent
- Mat Film Resort, RUR, Cabani, Soundsquare – spolupráce

## Přijetí a ocenění

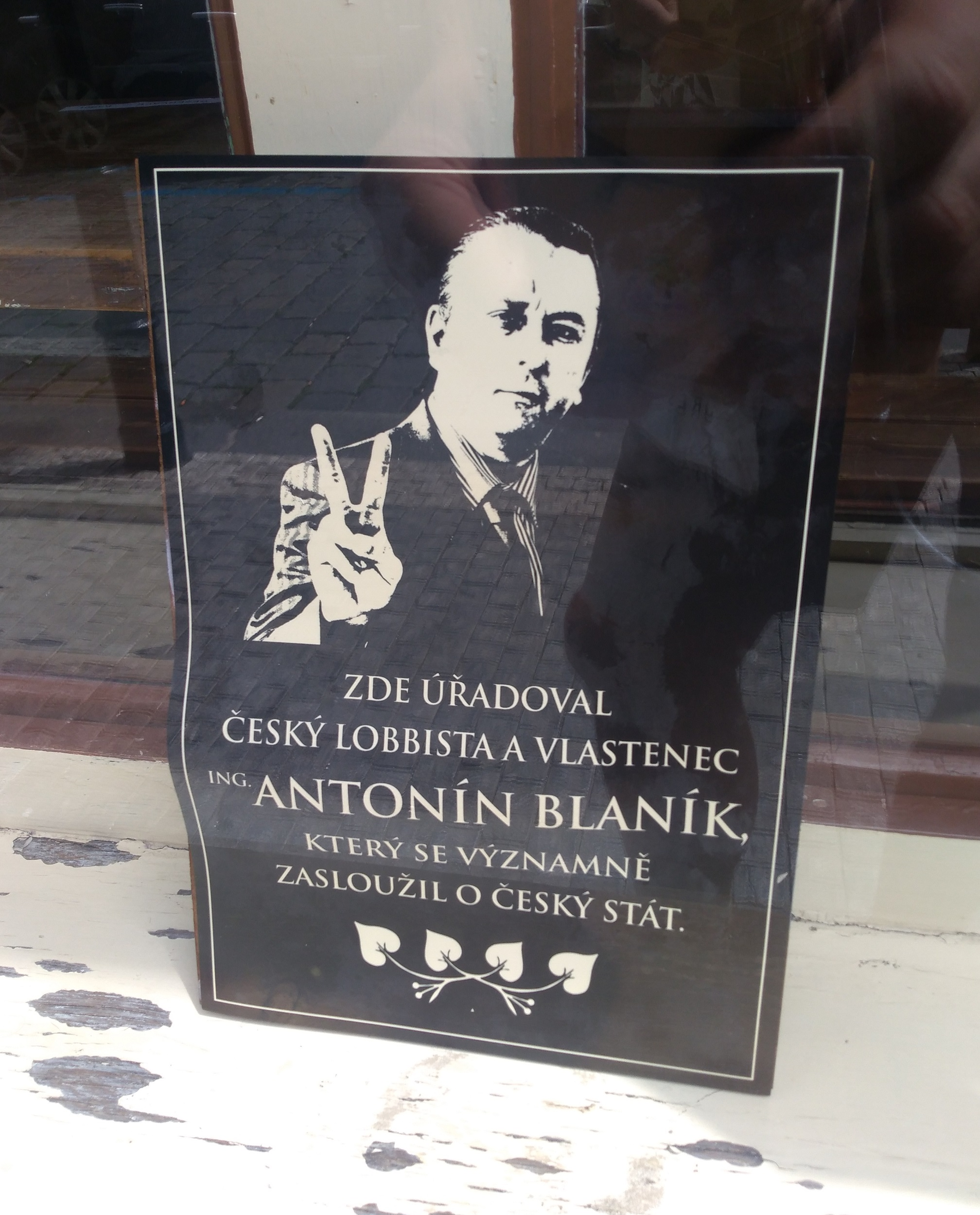
Parodická připomínka Antonína Blaníka ve výloze pražské kavárny Café Jericho

Před spuštěním druhé řady seriálu měly díly první řady průměrnou sledovanost 232 tisíc zhlédnutí (k 4. 10. 2014). Sledovanost druhé řady se zvyšovala a nejúspěšnější, 8. díl této řady zaznamenal 420 tisíc zhlédnutí (k 9. 12. 2014). Před spuštěním třetí řady už se průměrný počet zhlédnutí blížil ke 400 tisícům.
V anketě Křišťálová Lupa 2014, oceňující nejoblíbenější a nejzajímavější projekty a služby českého internetu, zvítězila Kancelář Blaník v kategorii Obsahová inspirace.
Za bezkonkurenční způsob, kterým vystihuje podstatu českého zkorumpovaného politického prostředí, jež skrytě ovlivňují tzv. vlivové agentury, získal sitcom v lednu 2015 také Cenu Václava Havla udělovanou Českým filmovým a televizním svazem FITES. Stal se prvním takto oceněným pořadem uváděným jen na internetu.
Z možné účasti v soutěži TýTý 2014 byl však seriál podle pravidel vyřazen kvůli tomu, že nebyl vysílán v klasické televizi.
V polovině dubna 2015 byl seriál oceněn Cenou asociace režiséru a scenáristů (ARAS). Na udílecím ceremoniálu pátého ročníku v kině Ponrepo 16. dubna získal seriál zvláštní ocenění.
Na filmovém festivalu Finále Plzeň 2015 porota udělila seriálu zvláštní uznání za neotřelý styl seriálu a originální satirický obsah, určený pro novou internetovou platformu.
Kampaň „Pro jedno TýTý slunce nesvítí“, která se odvíjela od přihlášení a následného vyřazení Stream.cz z televizních cen TýTý, získala v anketě Česká cena za PR zlato v kategoriích Firemní komunikace a Sólokapr/Media placement. Stala se rovněž absolutním vítězem roku.
V roce 2016 získala třetí řada seriálu Českého lva v kategorii Mimořádný počin v oblasti audiovize.